# Magnetopausa
Magnetopausa é a região em torno da magnetosfera, na qual o vento solar não consegue penetrar. Esta região apresenta um variação de dimensão que depende da posição relativamente à Terra e ao Sol. Nas regiões iluminadas pelo Sol encontra-se a cerca de 60 mil km ({\displaystyle 6\times 10^{4}} km) da superfície da Terra. Nas regiões afastadas da incidência directa do Sol, essa distância aumenta progressivamente até distâncias na ordem das dezenas de milhões de km ({\displaystyle 10^{7}} km).